# Lac Konsu
Le lac Konsu (en estonien : Konsu järv, Kontsu järv, Kontso järv, Konsa järv, Suur Kongojärv)  est un lac de la commune d'Alutaguse dans le comté de Viru-Est en Estonie.
Situé à 3 km au nord-est de Kuremäe, c'est le plus grand des lacs de la zone lacustre de Kurtna (et),,,.

## Géographie
D'une superficie de 139,2 hectares, le lac mesure 2,13 kilomètres de long et 850 mètres de large. 
La longueur de son rivage est de 9 710 mètres.
Le lac Konsu est divisé en deux deux bassins lacustres l'Eesjärv et le Keskjärv séparés par la péninsule Räbina très s'étendant dans le lac depuis l'ouest. Au sud se trouve le lac Peenjärv, relié au lac Konsu par un canal de 100 mètres de long.
Le lac est situé à 41 mètres d'altitude, sa profondeur moyenne est de 4,8 mètres et sa profondeur maximale est de 10,2 mètres située dans le Keskjärv.
Son émissaire est le ruisseau Konsu, qui part de la rive est du bassin sud du lac.
Le lac est alimenté au sud par les ruisseaux Lähteenpää jõgi et Soompää. 
Du nord vient le canal Konsu-Raudi (et), qui amène les eaux du lac Nõmme, du lac Särgjärvi, du lac Ahvenjärvi et du lac Räätsma. 
L'étendue du bassin versant du lac est de 27 kilomètres carrés,,